# Paldeo
Paldeo fou un estat tributari protegit a l'agència del Bundelkhand (agència de l'Índia Central) i des de 1896 a l'agència del Baghelkhand, retornant al Bundelkhand el 1931. La superfície és de 73 km² i la població el 1881 de 8.824 habitants dels quals 8645 eren hindús i la resta musulmans (32 animistes), i el 1901 de 8.598 habitants, repartits en 18 pobles. Els ingressos estimats eren de 2000 lliures (2.600 el 1901). Paldeo era un dels estats Chaubis, un dels principats en què es va dividir el districte de Kalinjar entre la família Chaubi o Chaube el 1812. Fou concedit a Daryau Singh cap de la família Chaubi. El sobirà el 1881 es deia Anirudh Singh i el 1901 Jagat Rai que el 1903 va rebre el títol de Rao Bahadur. Disposava d'una força de 250 infants. La capital de l'estat, Naugaon o Naigaon, estava a 40 km al sud de Kalinjar, a 25° 06′ N, 80° 50′ E / 25.100°N,80.833°E i tenia 1.087 persones (826 el 1901).

## Llista de chaubis
- Chaube Baldeo Singh 1780-1812
- Daryau o Dariao Singh (fill) 1812-?
- Un successor ?-1874
- Rao Chaube Anirudh Singh 1874-?
- Un successor ?-1929
- Chaube Shiva Prasad 1929-1950